# 安东尼奥·塔布其
安东尼奥·塔布其（義大利語：Antonio Tabucchi，1943年9月24日—2012年3月25日），意大利作家、学者。曾任教於锡耶纳大学教授葡萄牙语文学。
他因Nocturne indien获得法国美第奇獎，因Sostiene Pereira获亞里斯提獎（Aristeion Prize）。